# Stigmaphyllon laciniatum
Stigmaphyllon laciniatum là một loài thực vật có hoa trong họ Malpighiaceae. Loài này được (Ekman ex Nied.) C.E. Anderson miêu tả khoa học đầu tiên năm 1987.